# Jan Kilian (prawnik)
Jan Kilian Longeloff (ur. 1854 w Brzeżanach) – polski prawnik.

## Życiorys
Urodził się w 1854 w Brzeżanach. W 1876 wstąpił do służby sądowej. W 1888 został mianowany adiunktem sądowym w Brodach. Od 1891 pracował w sekretariacie Najwyższego Trybunału w Wiedniu. Od 1893 był zastępcą prokuratora państwa w Stanisławowie, a potem we Lwowie. W 1908 otrzymał charakter radcy wyższego sądu krajowego we Lwowie. W 1910 otrzymał tytuł radcy dworu. W 1912 został mianowany prezydentem krajowego sądu karnego we Lwowie. Jednocześnie pełnił funkcję wiceprezydenta C. K. Wyższego Sądu Krajowego. Pracował do 1917. 31 sierpnia 1917 we Lwowie odbyło się jego uroczyste pożegnanie po 40 latach służby. Podczas I wojny światowej został wyniesiony do stanu szlacheckiego z przydomkiem Longeloff.

## Odznaczenia
austro-węgierskie
- Krzyż Kawalerski Orderu Leopolda (1916)[6], dwukrotnie[4]
- Brązowy Medal Jubileuszowy Pamiątkowy dla Sił Zbrojnych i Żandarmerii[3]
- Medal Jubileuszowy Pamiątkowy dla Cywilnych Funkcjonariuszów Państwowych[3]
- Krzyż Jubileuszowy dla Cywilnych Funkcjonariuszów Państwowych[3]